# Indian Super League 2016
Navigation
Édition précédente Édition suivante
L'Indian Super League 2016 est la 3e saison de l'Indian Super League, le championnat professionnel de football d'Inde. Elle est composée de huit équipes.
La saison régulière débute le 1er octobre et se finit le 4 décembre. Les séries éliminatoires ont lieu dans la foulée du 10 au 18 décembre. A la fin du championnat, l'Atlético de Kolkata est sacré pour la deuxième fois en seulement trois saisons.

## Les 8 franchises participantes

### Carte
| \| Atlético de Kolkata Chennaiyin FC FC Goa Mumbai City FC FC Pune City NorthEast United FC Delhi Dynamos FC Kerala Blasters FC \| Localisation des clubs de l'Indian Super League 2016 |
| Atlético de Kolkata Chennaiyin FC FC Goa Mumbai City FC FC Pune City NorthEast United FC Delhi Dynamos FC Kerala Blasters FC                                                            |

### Participants
| Atlético Kolkata | Kolkata, West Bengal | Rabindra Sarobar Stadium       | José Francisco Molina | Hélder Postiga  |
| Chennaiyin       | Chennai, Tamil Nadu  | Jawaharlal Nehru Stadium       | Marco Materazzi       | John Arne Riise |
| Delhi Dynamos    | Delhi                | Jawaharlal Nehru Stadium       | Gianluca Zambrotta    | Florent Malouda |
| FC Goa           | Margao, Goa          | Fatorda Stadium                | Zico                  | Lúcio           |
| Kerala Blasters  | Kochi, Kerala        | Jawaharlal Nehru Stadium       | Peter Taylor          | Aaron Hughes    |
| Mumbai City      | Mumbai, Maharashtra  | Mumbai Football Arena          | Alexandre Guimarães   | Diego Forlán    |
| NorthEast United | Guwahati, Assam      | Indira Gandhi Athletic Stadium | Sérgio Farias         | Didier Zokora   |
| Pune City        | Pune, Maharashtra    | Balewadi Stadium               | Antonio López Habas   | Mohamed Sissoko |

## Saison régulière
| Rang | Équipe              | Pts | J  | G | N | P | Bp | Bc | Diff |
| ---- | ------------------- | --- | -- | - | - | - | -- | -- | ---- |
| 1    | Mumbai City FC      | 23  | 14 | 6 | 5 | 3 | 16 | 8  | +8   |
| 2    | Kerala Blasters FC  | 22  | 14 | 6 | 4 | 4 | 12 | 14 | -2   |
| 3    | Delhi Dynamos FC    | 21  | 14 | 5 | 6 | 3 | 27 | 17 | +10  |
| 4    | Atlético de Kolkata | 20  | 14 | 4 | 8 | 2 | 15 | 13 | +2   |
| 5    | NorthEast United FC | 18  | 14 | 5 | 3 | 6 | 14 | 14 | 0    |
| 6    | FC Pune City        | 16  | 14 | 4 | 4 | 6 | 13 | 16 | -3   |
| 7    | Chennaiyin FC       | 15  | 14 | 3 | 6 | 5 | 20 | 25 | -5   |
| 8    | FC Goa              | 14  | 14 | 4 | 2 | 8 | 15 | 25 | -10  |

- Franchise qualifiée pour les séries éliminatoires

### Résultats
| Résultats (▼dom., ►ext.)                                   | ATK | CHE | DEL | GOA | KER | MUM | NEU | PUN |
| Atlético de Kolkata                                        |     | 2-2 | 1-0 | 1-1 | 1-1 | 0-1 | 1-1 | 0-0 |
| Chennaiyin                                                 | 1-1 |     | 1-3 | 2-0 | 0-0 | 1-1 | 3-3 | 2-0 |
| Delhi Dynamos                                              | 2-2 | 4-1 |     | 5-1 | 2-0 | 3-3 | 1-1 | 1-1 |
| Goa                                                        | 1-2 | 5-4 | 0-2 |     | 1-2 | 0-0 | 2-1 | 1-2 |
| Kerala Blasters                                            | 0-1 | 3-1 | 0-0 | 2-1 |     | 1-0 | 1-0 | 2-1 |
| Mumbai City                                                | 1-1 | 2-0 | 0-0 | 0-1 | 5-0 |     | 1-0 | 0-1 |
| NorthEast United                                           | 1-2 | 0-1 | 2-1 | 2-0 | 1-0 | 0-1 |     | 1-0 |
| Pune City                                                  | 2-1 | 1-1 | 4-3 | 0-1 | 1-1 | 0-1 | 0-1 |     |
| - Victoire à domicile - Match nul - Victoire à l'extérieur |     |     |     |     |     |     |     |     |

## Séries éliminatoires

### Règlement
Les demi-finales se déroulent par match aller-retour, avec le match retour chez l'équipe la mieux classée. La règle du but à l'extérieur est introduite. Ainsi, en cas d'égalité de buts à l'issue des deux matchs, l'équipe qui aura inscrit le plus de buts à l'extérieur se qualifie. Sinon, une prolongation de deux périodes de 15 minutes a alors lieu pour départager les équipes. Quel que soit le nombre de buts inscrits en prolongation, si les deux équipes restent à égalité, une séance de tirs au but a lieu.
La finale se déroule en un seul match, avec prolongations et tirs au but pour départager si nécessaire les équipes.

### Tableau
|  | Demi-finales           | Demi-finales           | Demi-finales           | Demi-finales           |                    |                    | Finale           | Finale           | Finale           | Finale           |
|  |                        |                        |                        |                        |                    |                    |                  |                  |                  |                  |
|  | 10 et 13 décembre 2016 | 10 et 13 décembre 2016 | 10 et 13 décembre 2016 | 10 et 13 décembre 2016 |                    |                    | 18 décembre 2016 | 18 décembre 2016 | 18 décembre 2016 | 18 décembre 2016 |
|  | Mumbai City FC         | Mumbai City FC         | 2                      | 0                      |                    |                    | 18 décembre 2016 | 18 décembre 2016 | 18 décembre 2016 | 18 décembre 2016 |
|  | Mumbai City FC         | Mumbai City FC         | 2                      | 0                      |                    |                    | 18 décembre 2016 | 18 décembre 2016 | 18 décembre 2016 | 18 décembre 2016 |
|  | Atlético de Kolkata    | Atlético de Kolkata    | 3                      | 0                      |                    |                    | 18 décembre 2016 | 18 décembre 2016 | 18 décembre 2016 | 18 décembre 2016 |
|  | Atlético de Kolkata    | Atlético de Kolkata    | 3                      | 0                      | Kerala Blasters FC | Kerala Blasters FC | 1 (3)            | 1 (3)            |                  |                  |
|  | 11 et 14 décembre 2016 |                        |                        |                        | Kerala Blasters FC | Kerala Blasters FC | 1 (3)            | 1 (3)            |                  |                  |
|  |                        |                        | Atlético de Kolkata    | Atlético de Kolkata    | 1 (4)              | 1 (4)              |                  |                  |                  |                  |
|  | Kerala Blasters FC     | Kerala Blasters FC     | Atlético de Kolkata    | Atlético de Kolkata    | 1 (4)              | 1 (4)              | 1                | 1 (3)            |                  |                  |
|  | Kerala Blasters FC     | Kerala Blasters FC     |                        |                        |                    |                    |                  | 1 (3)            |                  |                  |
|  | Delhi Dynamos          | Delhi Dynamos          | 0                      | 2 (0)                  |                    |                    |                  |                  |                  |                  |
|  | Delhi Dynamos          | Delhi Dynamos          | 0                      | 2 (0)                  |                    |                    |                  |                  |                  |                  |

### Résultats

#### Demi-finales
| 10 décembre 2016 | Atlético de Kolkata              | 3 - 2 | Mumbai City FC         | Rabindra Sarobar Stadium, Kolkata             |                                               |
| 19h00            | Ralte 3e · Hume 39e 45+4e (pen.) |       | 10e Costa · 19e Vieria | Spectateurs : 12 500 Arbitrage : Dilan Perera | Spectateurs : 12 500 Arbitrage : Dilan Perera |
| 19h00            | (rapport)                        |       |                        | Spectateurs : 12 500 Arbitrage : Dilan Perera | Spectateurs : 12 500 Arbitrage : Dilan Perera |

| 11 décembre 2016 | Kerala Blasters | 1 - 0 | Delhi Dynamos | Jawaharlal Nehru Stadium, Kochi                   |                                                   |
| 19h00            | Belfort 65e     |       |               | Spectateurs : 49 659 Arbitrage : Pranjal Banerjee | Spectateurs : 49 659 Arbitrage : Pranjal Banerjee |
| 19h00            | (rapport)       |       |               | Spectateurs : 49 659 Arbitrage : Pranjal Banerjee | Spectateurs : 49 659 Arbitrage : Pranjal Banerjee |

| 13 décembre 2016 | Mumbai City | 0 - 0 | Atlético de Kolkata | Mumbai Football Arena, Andheri                  |                                                 |
| 19h00            |             |       |                     | Spectateurs : 7 690 Arbitrage : Arumughan Rowan | Spectateurs : 7 690 Arbitrage : Arumughan Rowan |
| 19h00            | (rapport)   |       |                     | Spectateurs : 7 690 Arbitrage : Arumughan Rowan | Spectateurs : 7 690 Arbitrage : Arumughan Rowan |

| 14 décembre 2016 | Delhi Dynamos                | 2 - 1             | Kerala Blasters                   | Jawaharlal Nehru Stadium, Delhi               |                                               |
| 19h00            | Marcelinho 21e · Rocha 45+8e |                   | 24e Nazon                         | Spectateurs : 24 162 Arbitrage : Dilan Perera | Spectateurs : 24 162 Arbitrage : Dilan Perera |
| 19h00            | (rapport)                    |                   |                                   | Spectateurs : 24 162 Arbitrage : Dilan Perera | Spectateurs : 24 162 Arbitrage : Dilan Perera |
| 19h00            | Malouda · Pelissari · Memo   | Tirs au but 0 - 3 | Josu · German · Belfort · Rafique | Spectateurs : 24 162 Arbitrage : Dilan Perera | Spectateurs : 24 162 Arbitrage : Dilan Perera |

#### Finale de l'ISL 2016
| 18 décembre 2016 | Kerala Blasters FC                            | 1 - 1 a.p.        | Atlético de Kolkata                     | Jawaharlal Nehru Stadium, Cochin                 |                                                  |
| 19h00            | Rafi 37e                                      |                   | 44e Rafique                             | Spectateurs : 54 146 Arbitrage : Alireza Faghani | Spectateurs : 54 146 Arbitrage : Alireza Faghani |
| 19h00            | (rapport)                                     |                   |                                         | Spectateurs : 54 146 Arbitrage : Alireza Faghani | Spectateurs : 54 146 Arbitrage : Alireza Faghani |
| 19h00            | German · Belfort · Ndoye · Rafique · Hengbart | Tirs au but 3 - 4 | Hume · Doutie · Fernández · Lara · Raja | Spectateurs : 54 146 Arbitrage : Alireza Faghani | Spectateurs : 54 146 Arbitrage : Alireza Faghani |

## Statistiques individuelles

### Meilleurs buteurs
| Rang | Joueur          | Club                | Buts |
| ---- | --------------- | ------------------- | ---- |
| 1    | Marcelinho      | Delhi Dynamos       | 10   |
| 2    | Iain Hume       | Atlético de Kolkata | 7    |
| 3    | Emiliano Alfaro | NorthEast United    | 5    |
| 3    | C.K. Vineeth    | Kerala Blasters     | 5    |
| 3    | Diego Forlán    | Mumbai City         | 5    |
| 3    | Aníbal Zurdo    | Pune City           | 5    |
| 3    | Richard Gadze   | Delhi Dynamos       | 5    |
| 3    | Rafael Coelho   | Goa                 | 5    |
| 3    | Dudu Omagbemi   | Chennaiyin          | 5    |
| 10   | Kean Lewis      | Delhi Dynamos       | 4    |

### Liste descoups du chapeau
| Joueur        | Club          | Adversaire       | Résultat | Date             | Ref   |
| ------------- | ------------- | ---------------- | -------- | ---------------- | ----- |
| Diego Forlán  | Mumbai City   | Kerala Blasters  | 5–0      | 19 novembre 2016 | [ 3 ] |
| Dudu Omagbemi | Chennaiyin    | NorthEast United | 3–3      | 26 novembre 2016 | [ 4 ] |
| Marcelinho    | Delhi Dynamos | Goa              | 5–1      | 27 novembre 2016 | [ 5 ] |

## Récompenses de la saison
| Trophée                      | Joueur            | Club                |
| ---------------------------- | ----------------- | ------------------- |
| Joueur de la saison          | Florent Malouda   | Delhi Dynamos       |
| Meilleur jeune joueur indien | Jerry Lalrinzuala | Chennaiyin          |
| Meilleur gardien             | Amrinder Singh    | Mumbai City         |
| Meilleur passeur             | Sameehg Doutie    | Atlético de Kolkata |
| Meilleur buteur              | Marcelinho        | Delhi Dynamos       |
| Fittest Player of the League | Borja Fernández   | Atlético de Kolkata |
| Prix du Fair-Play            | Chennaiyin        | Chennaiyin          |
| Meilleur terrain             | NorthEast United  | NorthEast United    |